# Southeast Iowa Regional Airport

i7
i11
i13
Der Southeast Iowa Regional Airport (IATA: BRL, ICAO: KBRL) ist der Flughafen von Burlington im Des Moines County im Südosten des US-amerikanischen Bundesstaates Iowa. Der Flughafen ist ständig geöffnet und befindet sich im Besitz der Stadt Burlington, der Stadt West Burlington und des Des Moines County.
Die Federal Aviation Administration (FAA) stuft den zum National Plan of Integrated Airport Systems gehörenden Flughafen anhand der Zahl von 10.866 abfliegenden Passagieren (im Jahr 2011) als non-primary commercial service airport ein.

## Lage
Der Flughafen liegt Südwesten des Stadtgebiets von Burlington und in der Nähe des Mississippi, der die Grenze Iowas zu Illinois bildet. Über die Sumner Street ist das Stadtzentrum von Burlington rund drei Kilometer in nördlicher Richtung entfernt.

## Ausstattung
Der Flughafen verfügt über zwei Start- und Landebahnen, die je einen Beton- bzw. Asphaltbelag haben. Es gibt einen Passagierterminal und einen Stützpunkt der Mietwagenfirma Avis.

## Flugzeuge und Flugbewegungen
Auf dem Flughafen sind insgesamt 40 Flugzeuge stationiert. Davon sind 75 einmotorige Propellermaschinen, 2 mehrmotorige Propellermaschinen, 2 Jets sowie 1 Ultraleichtflugzeug.
Von den 55 Flugbewegungen pro Tag sind 9 Prozent dem Linienflugverkehr, 74 Prozent der Allgemeinen Luftfahrt, 16 Prozent dem Lufttaxiverkehr zuzuordnen. Daneben gibt es noch knapp 1 Prozent militärische Flugbewegungen.

## Fluggesellschaften und Flugziele
Linienflüge werden von Burlington nach St. Louis und Chicago durchgeführt:
- Air Choice One zweimal wochentäglich nach Chicago O’Hare[4]
- Air Choice One zweimal wochentäglich nach Lambert-Saint Louis[4]